# Télécom ParisTech
Die Télécom ParisTech (École nationale supérieure des télécommunications oder ENST) ist eine französische Ingenieurschule in Paris auf dem Campus der Universität Paris-Saclay.
Sie ist Mitglied der Conférence des Grandes Ecoles und der Universität Paris-Saclay.

## Diplome Télécom ParisTech
- Master Ingénieur Télécom ParisTech
- sechs Masters Forschung Ingenieurwissenschaft
- sechs Masters Professional Ingenieurwissenschaft
- Graduiertenkolleg: PhD Doctorate
- Mastère spécialisé
- Massive Open Online Course[3]

## Persönlichkeiten

### Professoren
- János Körner, ungarischer Mathematiker, die sich mit Informationstheorie und Kombinatorik befasst
- Gilbert Mitterrand, französischer Politiker und Produzent

### Absolventen
- Fabrice Bellard, französischer Softwareentwickler und Mathematiker
- Daniel S. Chemla, französisch-US-amerikanischer Physiker
- Rose Dieng-Kuntz senegalesische Informatikerin
- Alphonse Foy, französischer Postmeister
- Roland Glowinski, französischer Mathematiker
- Oliver Günther, deutscher Wirtschaftsinformatiker
- Laurent Itti, französischer Forscher im Bereich Computational Neuroscience
- Philippe Kruchten, französischer Informatiker
- Jean-Bernard Lévy, französischer Manager